# Камешек (Мисківський міський округ)
Ка́мешек (рос. Камешек) — селище у складі Мисківського міського округу Кемеровської області, Росія.

## Населення
Населення — 5 осіб (2010; 12 у 2002).
Національний склад (станом на 2002 рік):
- росіяни — 83 %